# Ježíš Nazaretský (kniha)
Ježíš Nazaretský je kniha Benedikta XVI. vydaná roku 2007. Kniha je prvním dílem v papežově plánované dvoudílné meditaci nad životem a učením Ježíše Nazaretského. Zároveň je také první knihou Benedikta XVI. vydanou po jeho zvolení papežem.
V úvodu knihy papež jasně vyjadřuje, „že tato kniha není aktem učitelského úřadu, nýbrž pouze a jedině výrazem mého osobního hledání 'Hospodinovy tváře'“.
Deset kapitol knihy zpracovává Ježíšovo veřejné působení, konkrétně jeho pokřtění v Jordáně od Jana Křtitele, pokoušení na poušti, horské kázání, povolání Dvanácti, Petrovo vyznání, proměnění na hoře, dále pak např. význam podobenství či úvahy nad modlitbou Páně.
Kniha končí u Ježíšova vjezdu do Jeruzaléma a nezahrnuje tak ani následné pašije a zmrtvýchvstání, což by měla být hlavní témata druhého dílu.